# Gesetz über elektronische Wertpapiere
Das Gesetz über elektronische Wertpapiere (eWpG) vom 3. Juni 2021 ist ein deutsches Bundesgesetz, das im Wertpapierrecht den Wertpapierhandel mit elektronischen Wertpapieren regelt. Es trat am 10. Juni 2021 in Kraft. Wesentliche Änderungen erfolgten durch das Zukunftsfinanzierungsgesetz vom 14. Dezember 2023, das am 1. Januar 2024 in Kraft trat.

## Vorgeschichte
Nach bisheriger Rechtslage waren in Deutschland Finanzinstrumente, die zivilrechtlich als Wertpapiere gelten, in einer Urkunde schriftlich zu verbriefen. Ein erster Schritt der Dematerialisierung von Wertpapieren begann bereits im Dezember 1925 mit der Girosammelverwahrung (früher noch „Effektengiroverkehr“ genannt), durch welche die Verbriefung jeder einzelnen Aktie oder Anleihe entfiel und diese nur noch als Wertrecht stückelos auf Wertpapierdepots verbucht wurden. Nur die Globalurkunde war als Trägermedium in Papierform vorhanden.
Im Januar 2019 gaben die Continental AG als Emittent und Siemens als Investor bekannt, dass sie ein Geldmarktpapier (Commercial Paper über 100.000 Euro) vollständig und rechtsverbindlich über eine Blockchain abgewickelt haben, und zwar sowohl das Geldmarktpapier als auch die Zahlung in Kryptowährung. Das Commercial Paper wurde nach Luxemburger Recht begeben, wodurch das Wertpapier mittels qualifizierter elektronischer Signatur digital begeben, signiert und gehandelt werden konnte. Um den Wertpapierhandel auch unmittelbar und digital in einem Zug-um-Zug-Geschäft (englisch delivery vs. payment) abzubilden, wurde das E-Geld von der Commerzbank digital über die Blockchain zur Verfügung gestellt, sodass die Unternehmen unmittelbar Wertpapier gegen E-Geld tauschen konnten.
Mit dem eWpG soll das deutsche Wertpapierrecht allgemein für derartige elektronische Wertpapiere, also für Wertpapiere ohne jegliche Urkunde, geöffnet werden. In einem ersten Schritt wird die elektronische Begebung von Inhaberschuldverschreibungen ermöglicht, in kleinerem Umfang auch die Begebung von Anteilscheinen.

## Inhalt
Ein elektronisches Wertpapier entsteht nach der herrschenden Vertragstheorie ebenso wie sonstige Wertpapiere durch dingliche Einigung zwischen dem Emittenten und dem Inhaber durch Begebungsvertrag und einem Skripturakt durch Ausstellung einer Wertpapierurkunde. Dieser Skripturakt wird im Fall des elektronischen Wertpapiers durch die Eintragung in ein elektronisches Wertpapierregister ersetzt (§ 2 Abs. 1 Satz 2 eWpG). Nur die Skriptur unterscheidet ein elektronisches Wertpapier von einem in einer Urkunde verbrieften Wertpapier. Die Darstellung im Wertpapierregister entspricht den Angaben des Depotauszugs, die sich für die Zwecke des Wertpapierhandels des Kapitalmarkts als geeignet erwiesen haben. Als urkundenlose Inhaberschuldverschreibungen kommen derzeit insbesondere Pfandbriefe (§ 8 Pfandbriefgesetz) oder Blockchain-Zertifikate in Frage.
Elektronische Wertpapiere entfalten dieselbe Rechtswirkung wie effektive Stücke (§ 2 Abs. 2 eWpG), weil sie als Sache im Sinne des § 90 BGB gelten (§ 2 Abs. 3 eWpG). Inhaber eines elektronischen Wertpapiers ist nach § 3 Abs. 1 eWpG derjenige, der als Inhaber eines elektronischen Wertpapiers oder eines bestimmten Anteils an einer Gesamtemission in einem elektronischen Wertpapierregister eingetragen ist. Die Inhaberschaft erfüllt bei elektronischen Wertpapieren die Rolle des Besitzes bei Wertpapierurkunden. Das bedeutet aber auch, dass zu einem späteren Zeitpunkt Berechtigung und Inhaberschaft auseinanderfallen können. Formell legitimiert ist jedoch stets nur die Person, der das Wertpapierregister das elektronische Wertpapier als Inhaber zuordnet, unabhängig davon, ob diese Person von der Eintragung weiß, berechtigt ist oder tatsächlich über das elektronische Wertpapier verfügen kann. Der Inhaberbegriff elektronischer Wertpapiere unterscheidet sich mithin vom Inhaberbegriff mittels Urkunde begebener Wertpapiere. Die Eintragung eines elektronischen Wertpapiers ist gemäß § 4 Abs. 4 eWpG die Aufnahme der für ein elektronisches Wertpapier nach § 13 Abs. 1 eWpG oder § 17 eWpG erforderlichen Registerangaben in ein elektronisches Wertpapierregister unter eindeutiger und unmittelbar erkennbarer Bezugnahme auf die niedergelegten Emissionsbedingungen.
Eintragungen müssen nach § 13 eWpG erfolgen für den wesentlichen Inhalt des Wertpapiers einschließlich einer eindeutigen Wertpapierkennnummer, das Emissionsvolumen, den Nennbetrag, den Emittenten, eine Kennzeichnung, ob es sich um eine Einzel- oder eine Sammeleintragung handelt, den Inhaber und Angaben zum Mischbestand nach § 9 Abs. 3 eWpG. Nach § 13 Abs. 2 eWpG sind auch Verfügungsbeschränkungen (etwa nach § 21 Abs. 2 Nr. 2 InsO) zugunsten einer bestimmten Person und Rechte Dritter (wie Abtretungen, Pfändungen oder Verpfändungen) zu vermerken. Übereignungen (etwa durch Wertpapierorder) erfolgen nach § 25 eWpG. Als Eintragung können elektronische Wertpapiere damit Gegenstand des Rechtsverkehrs sein. Der gutgläubige Erwerb ist in § 26 eWpG dadurch geregelt, dass zugunsten desjenigen, der aufgrund eines Rechtsgeschäfts in ein elektronisches Wertpapierregister eingetragen wird, der Inhalt des elektronischen Wertpapierregisters als vollständig und richtig gilt sowie der Inhaber als Berechtigter, es sei denn, dass dem Erwerber zum Zeitpunkt seiner Eintragung etwas anderes bekannt oder infolge grober Fahrlässigkeit unbekannt ist. Dieser Gutglaubensschutz geht über das hinaus, was die bestehende Rechtslage für mittels Urkunde begebene Wertpapiere vorsieht.
Änderungen durch „Umtragungen“ (Übereignung nach § 25 Abs. 1 eWpG), Belastungen oder Löschungen erfolgen nach § 14 Abs. 3 eWpG im Rahmen des Prioritätsprinzips, wonach Weisungen anhand der nach § 14 Abs. 1 Satz 3 eWpG zu vergebenden Zeitstempel in der chronologischen Reihenfolge ihres Eingangs bei der registerführenden Stelle ausgeführt werden.
Die Wertpapierregister dürfen nach § 12 eWpG von Wertpapiersammelbanken oder Verwahrstellen geführt werden. Die Registerführung ist keine Verwahrung im Sinne des § 1 Abs. 2 Depotgesetz (§ 7 Abs. 4 eWpG). Die elektronische Einsichtnahme erfordert nach § 10 Abs. 2 eWpG ein berechtigtes Interesse des Einsicht Nehmenden. Das Wertpapierregister genießt öffentlichen Glauben. Die Bankenaufsicht BaFin überwacht als Aufsichtsbehörde alle Wertpapierregister (§ 11 eWpG).

## Eintragungsfähige Wertpapiergattungen
Gemäß § 1 eWpG sind Inhaberschuldverschreibungen (Anleihen), Namensaktien und Inhaberaktien eintragungsfähig. Inhaberaktien müssen in einem zentralen Register eingetragen sein. Bei diesen handelt es sich nach § 12 eWpG um Wertpapiersammelbanken oder Zentralverwahrer. Sind Inhaberaktien dort eingetragen, dürfen sie auch im Wertpapierregister eingetragen werden. Nicht eintragungsfähig sind Namens- und Orderschuldverschreibungen.

## Weitere Entwicklung
Das eWpG ist technologie-offen, denn es erfasst derzeit die Blockchain-Technologie als spezieller Form der Distributed-Ledger-Technologie, aber auch diese kann einbezogen werden. Technische Daten zum Trading sind auch auf Personal Computer oder Smartphone speicherbar, so dass mit Hilfe der Blockchain-Technik künftig auch ein Handel von Effekten oder Commodities durch Peer-to-Peer möglich sein kann. Die Einschaltung von Kreditinstituten oder Brokern als Finanzintermediäre würde dann obsolet, ist aber heute noch gesetzlich erforderlich.